# NewsML
NewsML（ニューズエムエル）あるいはニュース用マーク付け言語 は、ニュース記事などをネットワーク上で配信するためにXMLを拡張したマークアップ言語である。

## 概要
NewsMLはニュースを配信する標準フォーマットであり、XMLのフォーマットを採る。
IPTCが標準化と管理を行っている。

通常はNewsMLとしては、メタデータと記述し、記事内容の項目にテキストあるいはXHTMLを埋め込んで使用されることが多い。
類似するフォーマットにRSSがあるが、RSSはプル技術、NewsMLはプッシュ技術であり、使用方法が大きく異なる。このフォーマットは新聞社などの内部で使用されるため、一般の人が目にしたり使用したりする機会は殆どない。
最近では、ポータルサイトへの記事配信などだけではなく、記者からの記事の入稿や出版社への配信など幅広く使っていこうとする動きがある。

## 日本での普及
日本では日本新聞協会が中心となって動いたので、大手新聞社はすべて採用しており、通信社などとのデータの交換などに使用される。また、大手ポータルサイトとのニュース記事の配信にも使用されている。

日本の国家規格であるJIS規格で JIS X 7201 として制定されている。

## 仕様

### 共通枠
XMLであることを示す要素として次のヘッダを持つ。また、全体をNewsMLタグで囲む。
```
<?xml version="1.0"?>
<!DOCTYPE NewsML PUBLIC "
urn:newsml:iptc.org
: 20031012:NewsMLv1.2.dtd:1" "
http://www.iptc.org/NewsML/DTD/NewsMLv1.2.dtd
">
<NewsML>
…
</NewsML>
```

### 記事
NewsMLは1ファイル内に複数の記事を持つことが可能であり、1記事をNewsItemとして管理する。NewsItemデータはProviderId（配信元のID）、DateId（日付）、NewsItemId（1記事ごとにユニークになる値）で一意になるようにする。また、RevisionId（記事のバージョンを示す数値）を持ち、特定の記事を更新する機能も持つ。
記事内容は、DataContent内に記述する。DataContent内にXHTMLなどを埋めこむ場合にはXHTMLのタグから記入する。

### 画像などを配信する場合
画像などを配信する場合は、ContentItem属性に対象の画像などのファイル名を記載し、NewsMLとセットで配信する。記事はなく画像だけのみ配信したい場合でも同様にNewsMLファイルとセットにする必要がある。

## 一般的な用法
一般には次の手順で行われる。
1. 送信側の環境で記事を含んだNewsMLファイルを作成する。
2. 作成されたNewsMLファイルはFTP等で配信先の環境に転送する。
3. 配信先では転送されたNewsMLファイルを解読する。

NewsMLファイルは新規記事の配信、記事の更新、記事の削除、記事表示期間の設定などができる。この機能によって、配信側が記事の作成、更新、削除などがコントロールできるようになる。
新しい記事の配信方法
新しいNewsItemIdを持った記事を含んだNewsMLファイルを作成し配信する。
既存の記事の更新方法
更新したいNewsItemIdを入れ、RevisionIdをインクリメントした値にして配信する。
既存の記事の削除方法
削除したいNewsItemIdを入れ、StatusをCanceledにして配信することで削除される。

## SportsML
類似する規格にSportsMLというスポーツに特化した記事配信のフォーマットがあるが、現在使用しているケースはほとんどない。